# Jasiek z Kościelca
Jan (Jasiek) z Kościelca – podkoni bydgosko-wyszogrodzki w latach 1310–1315, podczaszy bydgosko-wyszogrodzki w latach 1318–1325, podczaszy inowrocławski od 1325 r., podkomorzy inowrocławski w latach 1326–1339, sędzia inowrocławski w latach 1339–1353.
Urodził się w latach 70. XIII wieku.
Należał do wpływowego kujawskiego rodu Leszczyców. Pisał się z Kościelca – wsi pod Inowrocławiem. Jego ojcem był Wilk, bratem rodzonym Stefan z Kościelca — prepozyt płocki.
Na Pomorzu znalazł się w końcu XIII w. W młodości zetknął się z najważniejszymi osobami w państwie: w latach 1306–1308 przebywał na dworze Władysława Łokietka, a w 1308 r. znajdował się w otoczonym przez Krzyżaków Tczewie. Po wojnie 1308-09 r. pozostał przy osobie księcia Przemysła Siemomysłowica.
Stopniowo awansował w hierarchii urzędniczej: do 1325 r. pełnił funkcje w księstwie bydgosko-wyszogrodzkim, później w inowrocławskim. W kwietniu 1332 r. znalazł się wraz z innymi dostojnikami księstwa w obleganym przez Krzyżaków Inowrocławiu.
W procesie warszawsko-uniejowskim Jasiek złożył zeznania jako 82 świadek oskarżenia. Zaprzysiężony został 11 marca 1339 r. w Uniejowie, a przesłuchany 9 kwietnia tego roku w Gnieźnie jako rycerz pasowany. Poza zeznaniami z artykułów pomorskich i kujawskich składał też zeznania z artykułów dotyczących Ziemi Michałowskiej. Był poinformowany o jej zastawie, a słyszał o tym od samego księcia Leszka. Potwierdził przynależność tej ziemi do Królestwa Polskiego.
W latach 40. i 50. XIV wieku jest podpisany na wielu dokumentach kujawskich wystawianych przez Kazimierza Wielkiego. Zmarł przed 1357 r.